# Itala (motoryzacja)

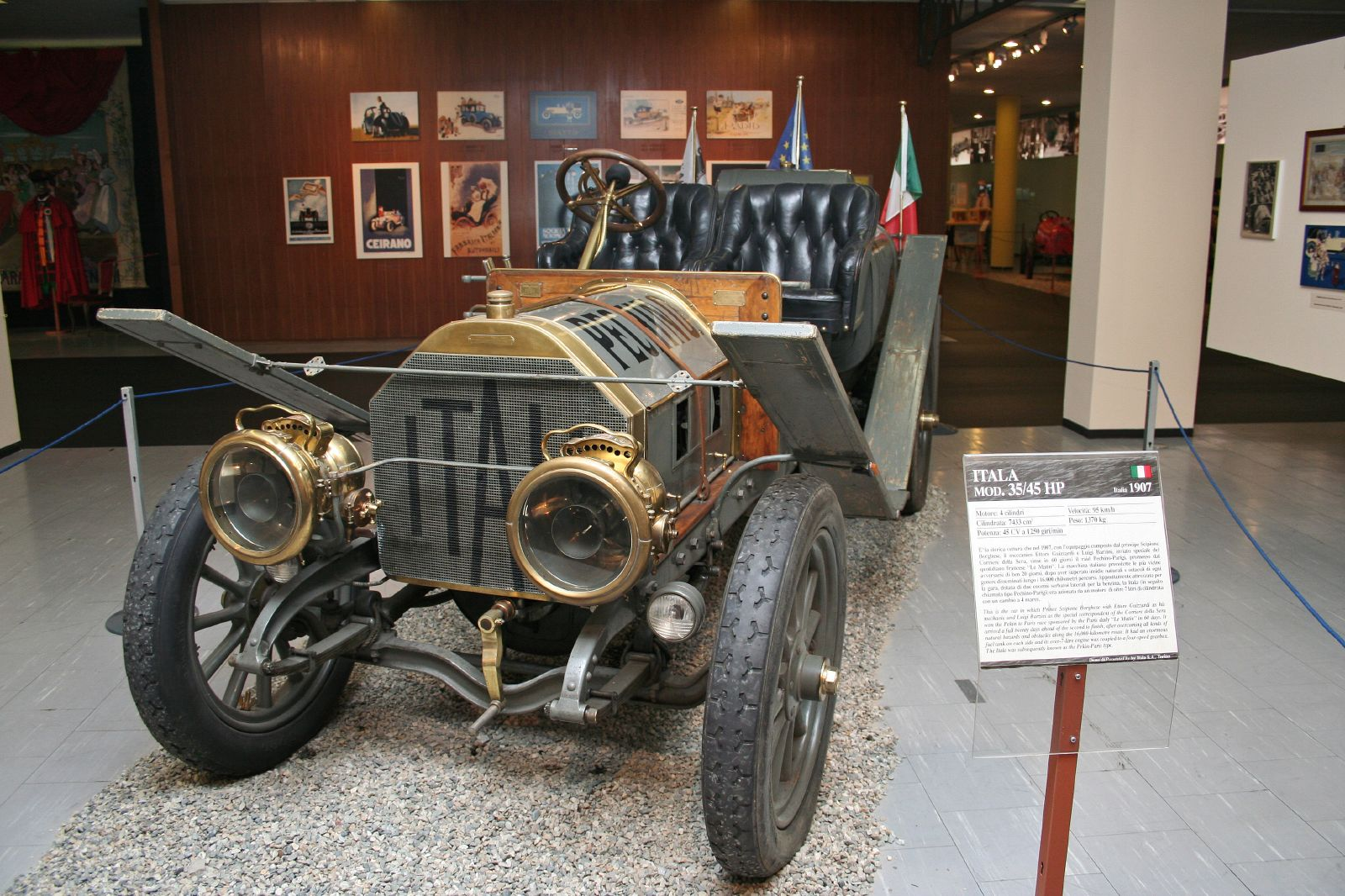
Itala 35/45 HP - zwycięzca rajdu Pekin-Paryż

Fabbrica Automobili Itala – włoska fabryka samochodów znana pod skróconą nazwą "Itala" istniejąca przed II wojną światową.
Założona została w 1904 roku przez Matteo Ceirano i jego wspólników w Turynie. Największymi konkurentami firmy były zakłady FIAT-a oraz Isotta Fraschini. W latach 20. XX wieku zaliczano ją do jednych z najbardziej renomowanych włoskich wytwórni samochodów. Jej pojazdy zdobywały liczne nagrody w zawodach sportowych tamtych czasów.
Początkowo oferowano trzy rodzaje pojazdów o mocy 18, 24 i 50KM. W 1905 rozpoczęto budowę 5-cylindrowych wyścigowych aut o dużej pojemności silnika - 14,8 l. Model ten zwyciężył w wyścigach Coppa Florio oraz Targa Florio. Najbardziej znanym wyczynem dokonanym na pojeździe Itala (model 35/45 KM) było zwycięstwo księcia Scipio Borghese w rajdzie Pekin - Paryż w 1907 roku. Egzemplarz tego pojazdu znajduje się obecnie w Turyńskim Muzeum Motoryzacji. W czasie I wojny światowej składano samoloty i realizowano zamówienia wojskowe.
Po 1918 roku wytwarzano modele Tipo 50 25/35KM oraz Tipo 55. W 1924 przeszedł do firmy Giulio Cesare Cappa - główny menedżer FIAT-a. Zaczęto produkować nowe modele Tipo 67, Tipo 11; eksperymentować z silnikami systemu Knighta, 7-cylindrowymi oraz V-12. Tipo 61 wygrał w 1928 wyścig Le Mans w klasie samochodów 2-litrowych.
Mimo wsparcia ze strony rządu firma w 1929 została wykupiona przez wytwórnię ciężarówek Officine Metallurgiche di Tortona. Po 1935 zakłady Itala zostały definitywnie zamknięte a pozostałe części i materiały przejął koncern FIAT-a.